# گسل کندوان
گسل کندوان یکی از گسل‌های عمده و کهن البرز است که روند غربی–شمال‌غربی دارد و شیب صفحه گسلی حدود ۳۰ تا ۹۰ درجه به سمت شمال است. گسل کندوان در بخش‌های مختلف به نام‌های راندگی کندوان، راندگی طالقان، روراندگی گرمابدر، گسل برگشته بایجان، گسل رود والار و شاهان‌دشت (در شرق دماوند) نیز نام‌گذاری شده‌است.
شیب این گسل در حوالی تونل کندوان، ۳۰ تا ۶۰ درجه به سمت شمال است، اما به سوی غرب، در ناحیه علم‌کوه شیب آن به ۷۰ تا ۹۰ درجه می‌رسد. در منطقه انگوران (غرب زنجان) حرکت‌های قائم این گسل تا ۱۰۰۰ متر برآورد شده‌است. در حالی که در غرب انگوران، حرکت این گسل افقی گزارش شده‌است. به نظر می‌رسد که گسل کندوان مرز شمالی دریای ائوسن را مشخص می‌کند.